# Zenith Flash-Matic

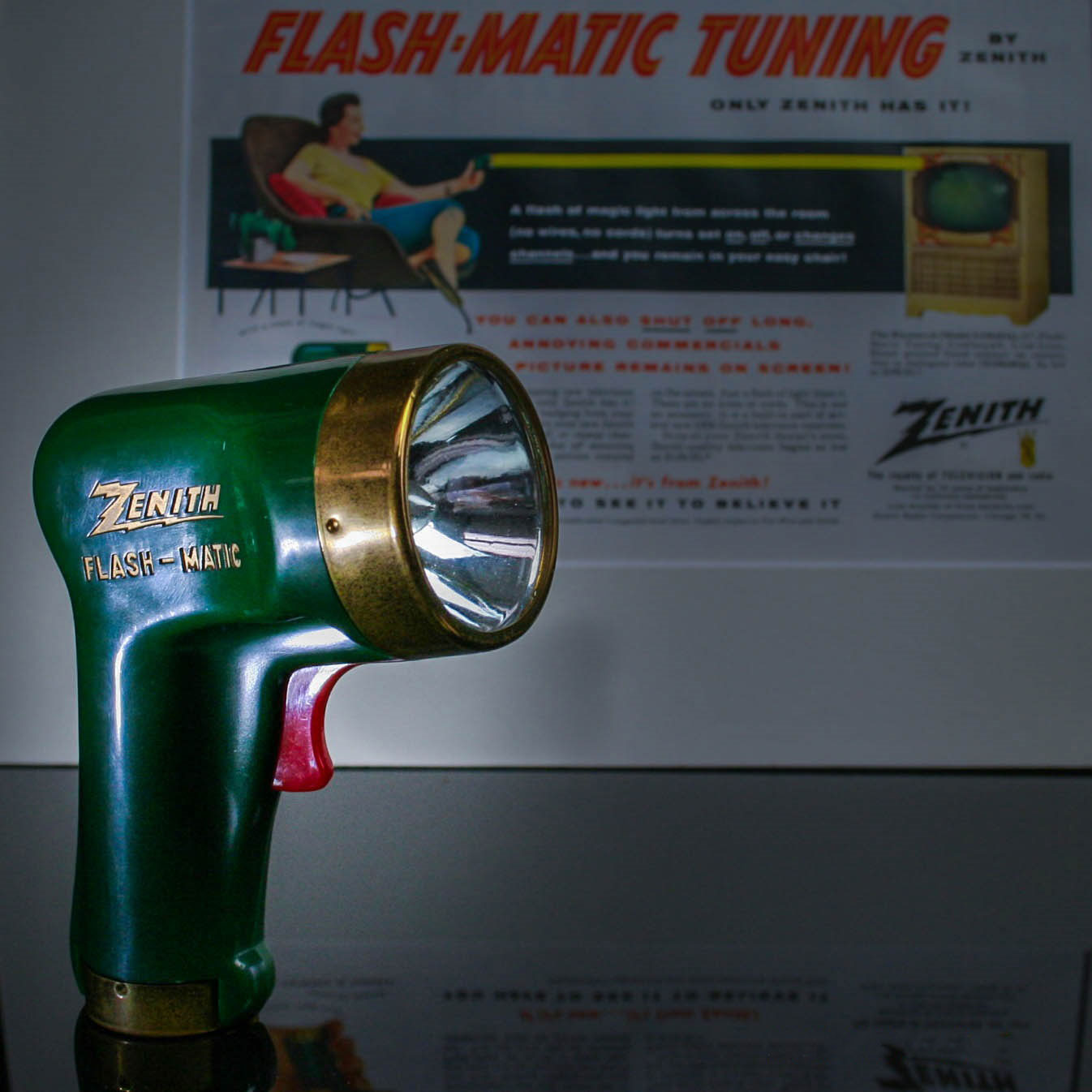
Télécommande Zenith Flash-Matic et son affiche de publicité en arrière-plan.

La Zenith Flash-Matic a été la première télécommande sans fil inventée par Eugene Polley en 1955. Un seul bouton était utilisé pour allumer et éteindre la télévision, passer d’une chaîne à l’autre, et couper le son. La photo-technologie du Flash-Matic constituait une innovation importante pour la télévision et permettait le transfert de signaux sans fil auparavant exclusif à la radio,. 

## Conception et production
Les télécommandes antérieures pouvaient allumer et éteindre les postes de télévision et changer de chaîne, mais elles étaient connectées au téléviseur avec un câble. La Flash-Matic est apparue en réponse aux plaintes des consommateurs concernant les inconvénients de ces câbles reliant l’émetteur au moniteur de télévision. Les télécommandes antérieures servaient de système de contrôle central pour la transmission de signaux complexes au moniteur de réception. Au lieu de cela, la Flash-Matic permet de placer le système de contrôle dans le récepteur, la télévision, plutôt que dans l’émetteur, la télécommande. Elle utilisait un faisceau de lumière directionnel pour contrôler une télévision équipée de quatre cellules photoélectriques aux coins de l'écran. Le signal lumineux activerait l'une des quatre fonctions de contrôle, qui allumeraient ou éteindraient l'image et le son, et tourneraient le sélecteur de chaîne dans le sens des aiguilles d'une montre et dans le sens inverse. Les récepteurs inférieurs ont les fonctions de mise en sourdine et mise sous/hors tension, tandis que les cellules supérieures possèdent les fonctions de chaîne supérieure/inférieure. Pour que le moniteur puisse recevoir les différents signaux, la télécommande devait être dirigée vers l'une des quatre cellules photoélectriques. Le système réagissait à la lumière à spectre complet et pouvait donc être activé ou perturbé par d'autres sources de lumière, notamment l'éclairage intérieur et le soleil. Malgré ces défauts, la Flash-Matic est restée très demandée par les consommateurs. En septembre 1955, Zenith présenta des excuses pour son incapacité à satisfaire la forte demande,. Le Flash-matic a été rapidement remplacé par de nouveaux systèmes de contrôle. La télécommande "Zenith Space Command" est entrée en production en 1956 dans le but d'améliorer le design de la Flash-Matic. 

## Campagne de publicité
La Flash-Matic a été mise sur le marché en tant que technologie interactive permettant de régler la télévision. La mise en sourdine a été la première fonction de contrôle à être intégrée à une télécommande alors qu’elle n’était pas disponible sur le moniteur. La campagne publicitaire de la télécommande Flash-Matic a révélé sa capacité à "couper les publicités gênantes tandis que l'image reste à l'écran".  Le bouton muet a été explicitement conçu dans le but de désactiver les publicités. En raison de cette nouvelle fonctionnalité ainsi que de la forme de pistolet de la Flash-Matic, les campagnes publicitaires de celle-ci invitaient les téléspectateurs à "tirer" sur les publicités gênantes ou les annonceurs dont ils étaient fatigués d'écouter, tout en laissant l'image présente de sorte que le téléspectateur saurait quand il faut réactiver le son.  